# Schönebeck (Bismark)
Schönebeck gehört zur Ortschaft Meßdorf und ist ein Ortsteil der Stadt Bismark (Altmark) im Landkreis Stendal in Sachsen-Anhalt.

## Geographie
Schönebeck, ein Straßendorf mit Kirche, liegt in der Altmark sieben Kilometer nördlich der Stadt Bismark (Altmark) in der Nähe des Markgrabens, der in die Biese mündet.
Nachbarorte sind Meßdorf im Westen, Späningen im Nordwesten und Möllenbeck und Dobberkau im Südosten.

## Geschichte

### Mittelalter bis Neuzeit
Im Landbuch der Mark Brandenburg von 1375 wird das Dorf als Schonebeke und sconenbeke aufgeführt, es gehörte Nikolaus und Rule Bismarck und Günther mit dem Obergericht.
1437 bestätigte der Markgraf Friedrich der Jüngere den Verkauf von drei Teilen am Dorf mit Ober- und Untergericht und dem Patronat der Kirche von der Familie von Bismarck zu Burgstall an Heyse Schwarzkopf (Swartekoppe), einen Bürger zu Tangermünde.
Weitere Nennungen sind 1541 Schonebeck, 1687 Schönebeck, so auch 1804 Schönebeck, Dorf und Gut mit zwei Leinewebern und einer Windmühle. Die Mühle stand nördlich des Dorfes am heutigen Mühlenweg, an der Stelle des heutigen kleinen Wäldchens.

### Landwirtschaft
Bei der Bodenreform wurden 1945 ermittelt: 17 Besitzungen unter 100 Hektar hatten zusammen 413 Hektar, zwei Kirchenbesitzungen hatten zusammen 8 Hektar Land. 1954 entstand die erste Landwirtschaftliche Produktionsgenossenschaft, die LPG Typ III „Klara Zetkin“, die vor 1960 wieder aufgelöst wurde. 1986 existierte noch die LPG „Vereinte Kraft“, Brigade Clara Zetkin.

### Rittergut
1686 gab es einen Rittersitz mit 3 Hufen Land, dessen Besitzverhältnisse mehrfach wechselten. 1706 verkauften die von Grumbkow an die von Bismarck, unter deren Nachkommen, den von Bismarck-Bohlen das Rittergut in der ersten  Hälfte des 19. Jahrhunderts, wohl bereits vor 1840, dismembriert wurde. 1790 lebten auf Gut dem 10 Personen und 1798 waren es nur noch 7.

### Andere Erwähnungen
Im Jahre wird ein Vasall Konrad von Schönebeck (Conradus de Schönebeck) als Zeuge in einer Urkunde in Eberswalde erwähnt. Dass ein Zusammenhang zum gleichnamigen Dorf in der Altmark besteht, wie von Ernst Haetge vermutet, ist aus der Urkunde nicht erkennbar. Weitere Angaben von Ernst Haetge zu Schönebeck beziehen sich auf Groß Schönebeck und Liebenwalde in Brandenburg.

### Herkunft des Ortsnamens
Heinrich Sültmann meint, dass die Namen 1375 sconenbeke, 1431 schönenbeke, 1541 schonebeck deutschen Ursprungs sind, gemeint ist hier „schön“ im Sinne von „hell, klar, in die Augen fallend“. Andere Autoren halten eine Ableitung aus den slawischen Wörtern „seno“ für „Heu“, oder „scen“ für „Schatten“ und „beck“ für „Bach“ für möglich und übersetzen zu „Heubach“.

### Eingemeindungen
Ursprünglich gehörte das Dorf zum Stendalischen Kreis der Mark Brandenburg in der Altmark. Zwischen 1807 und 1813 lag es im Landkanton Osterburg auf dem Territorium des napoleonischen Königreichs Westphalen. Ab 1816 gehörte die Gemeinde zum Kreis Osterburg, dem späteren Landkreis Osterburg.
Am 20. Juli 1950 wurde die bis dahin eigenständige Gemeinde Schönebeck nach Späningen eingemeindet, das ab dem 25. Juli 1952 zum Kreis Kalbe (Milde) gehörte. Am 21. Dezember 1973 kam der Ortsteil Schönebeck mit der Eingemeindung von Späningen zu Meßdorf, welches am 1. Januar 1988 zum Kreis Osterburg kam. Seit der Eingemeindung von Meßdorf in die Stadt Bismark (Altmark) dem 1. Januar 2010 gehört der Ortsteil Schönebeck zur neu gebildeten Ortschaft Meßdorf und zur Stadt Bismark (Altmark).

### Einwohnerentwicklung
| Jahr | Einwohner |
| ---- | --------- |
| 1734 | 118       |
| 1772 | 130       |
| 1790 | 130       |
| 1798 | 140       |
| 1801 | 067       |
| 1818 | 130       |
| 1840 | 143       |
| 1864 | 145       |
| 1871 | 133       |

| Jahr | Einwohner |
| ---- | --------- |
| 1885 | 119       |
| 1892 | [00]127   |
| 1895 | 125       |
| 1900 | [00]124   |
| 1905 | 113       |
| 1910 | [00]134   |
| 1925 | 145       |
| 1939 | 120       |
| 1946 | 173       |

| Jahr | Einwohner |
| ---- | --------- |
| 1989 | [00]70    |
| 2005 | [00]50    |
| 2018 | [00]45    |
| 2020 | [00]49    |
| 2021 | [00]49    |
| 2022 | [0]45     |
| 2023 | [0]47     |

Quelle, wenn nicht angegeben, bis 1946:

## Religion
Die evangelische Kirchengemeinde Schönebeck, die früher zur Pfarrei Späningen gehörte, wird heute betreut vom Pfarrbereich Gladigau des Kirchenkreises Stendal im Bischofssprengel Magdeburg der Evangelischen Kirche in Mitteldeutschland. Bis zum Jahre 1821 gab es eine eigene Pfarrei im Dorf, zu der die Filiale Wollenrade gehörte. Die ältesten überlieferten Kirchenbücher für Schönebeck stammen aus dem Jahre 1621.
Die katholischen Christen gehören zur Pfarrei St. Anna in Stendal im Dekanat Stendal im Bistum Magdeburg.

## Kultur und Sehenswürdigkeiten
- Die evangelische Dorfkirche Schönebeck ist ein spätromanischer Feldsteinbau aus der zweiten Hälfte des 12. Jahrhunderts.[25]
- Die Kirche steht auf dem Ortsfriedhof.
- An der Kirchhofmauer steht ein Gedenkstein zur Deutschen Wiedervereinigung von 1990.
- Etliche sehenswerte Fachwerkhäuser sind moderner Bauweise saniert und stehen daher nicht unter Denkmalschutz.
- Schönebeck hat ein Dorfgemeinschaftshaus.
- In Schönebeck steht ein Denkmal für die Gefallenen des Ersten und Zweiten Weltkrieges, eine Granittafel auf einem Sockel.[26]